# Віктор Моралес
Віктор Моралес Салес (ісп. Víctor Morales Sales, 10 травня 1905 — 22 травня 1938) — чилійський футболіст, що грав на позиції захисника за клуб «Коло-Коло», а також національну збірну Чилі.

## Клубна кар'єра
У дорослому футболі дебютував 1926 року виступами за команду клубу «Коло-Коло», кольори якої і захищав протягом усієї своєї кар'єри гравця, що тривала одинадцять років. 
Помер 22 травня 1938 року на 34-му році життя.

## Виступи за збірну
Дебютував у збірній Чилі на чемпіонаті Південної Америки 1924, зіграв 3 гри. Пізніше виступав на Олімпійських іграх 1928 також провів на турнірі 3 гри. Два роки по тому брав участь в чемпіонату світу 1930 року в Уругваї під керівництвом тренера Дьєрдя Орта: виходив на поле в іграх проти Мексики (3:0) і Аргентини (1:3).

## Титули і досягнення
- Бронзовий призер Чемпіонату Південної Америки: 1926